# Hawaiki

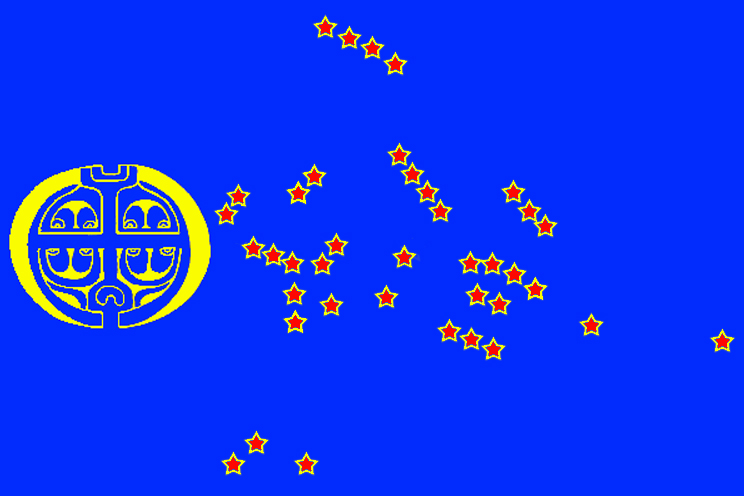
Dans ce drapeau non officiel des Polynésiens créé par Herb Kawainui Kāne d'Honolulu, Hawaiki est représentée par un pétroglyphe en jaune d'or, et les principales îles réelles par des étoiles.

Hawaiki est une île mythique où les peuples de Polynésie situent leur origine avant leurs migrations. Dans leurs légendes, l'esprit des Polynésiens retourne vers Hawaiki après leur mort.
Le nom de cette île imaginaire peut également être trouvé sous les formes : Havaiki, Hawaiiki, Hawai'iki, Hawaii'iki, Havai'i, Hiva ou Hawai'ti. La forme la plus courante est Hawaiki, d'origine maorie.
Le nom Hawaiki a été associé aux noms des îles Hawai'i et Savai'i (Samoa). Dans les îles de la Société, Raiatea était autrefois considérée comme une île sacrée et connue sous le nom de Havai'i. Dans les îles Tuamotu, Havaiki ou Havai'i était l'actuelle Fakarava.

## Origine des peuples polynésiens
La tradition orale polynésienne narre que les Polynésiens se dispersèrent depuis l'île originelle de Hawaiki sur des pirogues (va'a ou waka) très semblables à celles en usage de nos jours en Océanie. Ngahue est le premier Maori à quitter Hawaiki pour Aotearoa, qu'il atteint à l'embouchure du fleuve Arahura. Il rentre à Hawaiki avec des pierres vertes qu'il y a découvertes et qu'il transforme en outils permettant de construire des pirogues.
Les Maoris de Nouvelle-Zélande considèrent tous qu'ils viennent de Hawaiki, située à l'est d'Aotearoa. Leurs ancêtres auraient quitté à bord de sept grandes pirogues une île originelle qui serait soit Rarotonga (îles Cook) soit Tahiti ou Raiatea (Archipel de la Société), mais ne connaissent pas l'origine exacte des habitants de ces îles.

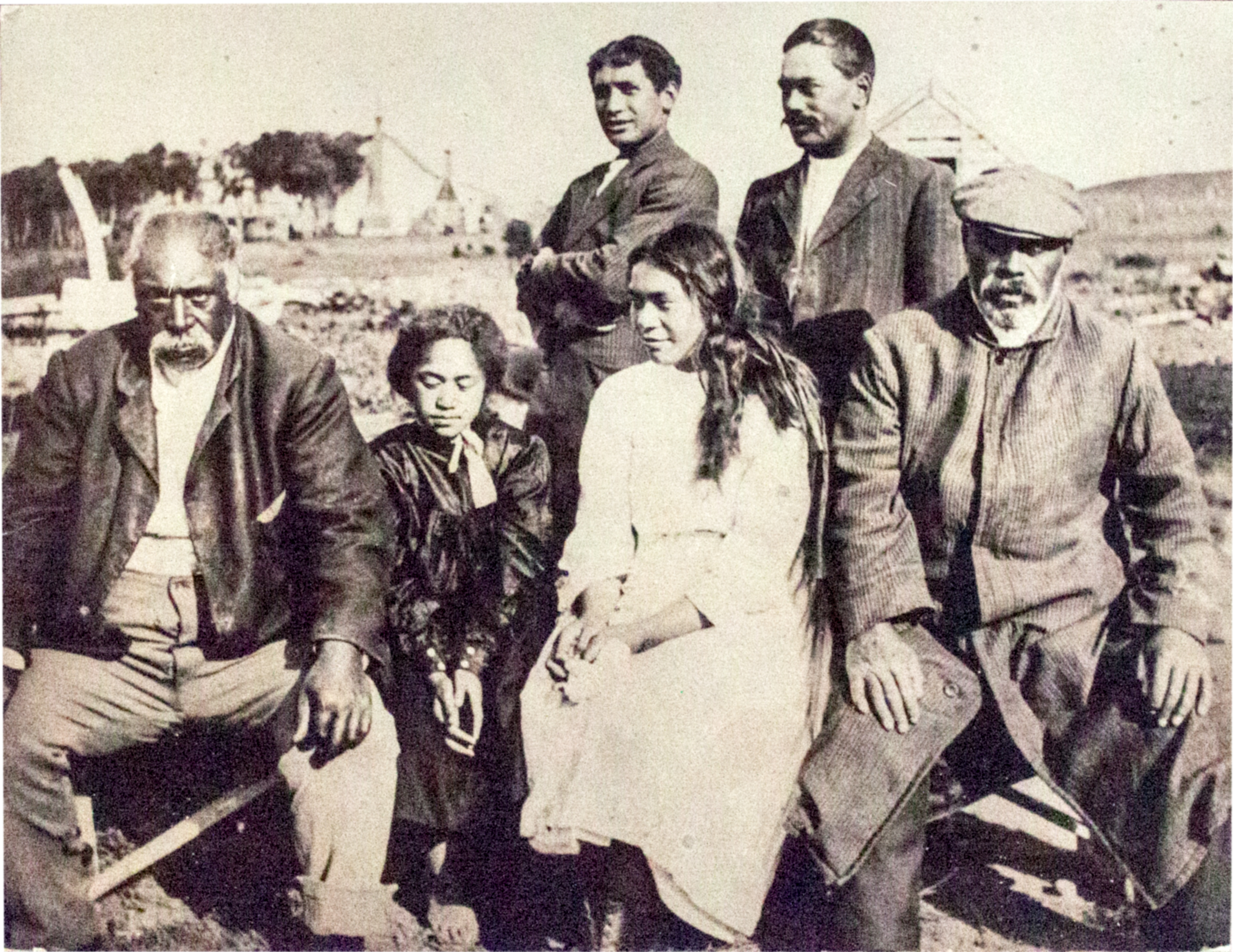
Famille moriorie en 1910, aux îles Chatham. Les Moriori sont un peuple plus ancien que les Maoris en Nouvelle-Zélande : ces derniers ont découvert que les Moriori vivaient déjà dans les îles Chatham lorsqu'ils sont arrivés.

Les habitants originels de l'île de Pâques (Matamua ou Rapanui) font remonter leurs origines à des personnes ayant quitté l’île de Hiva (Hiva Oa ou Nuku Hiva) sous la conduite de leur premier roi, Hotu Matu'a.

## Tentatives d'identification
En 1947, Thor Heyerdahl a fait naviguer le Kon-Tiki, un radeau en bois de balsa, depuis l'Amérique du Sud et dans l'Océan pacifique, afin de démontrer que les hommes auraient pu coloniser la Polynésie à partir des côtes orientales de l'océan Pacifique, les marins utilisant les vents dominants et des techniques de construction simples.
Cependant, les preuves ADN, linguistiques, botaniques et archéologiques indiquent toutes que les peuples de langue austronésienne (y compris les Polynésiens) sont probablement originaires d'îles de l'est de l'Asie, peut-être de l'actuel Taïwan, d'où ils ont progressivement migré vers le sud et l'est à travers l'océan Pacifique Sud,.
La patate douce, d'origine sud-américaine, est largement cultivée en Polynésie. Cela suggère qu'une certaine interaction entre les Polynésiens et les peuples indigènes d'Amérique du Sud a pu avoir lieu. Aucune culture polynésienne n'a été introduite en Amérique, et il n'existe des preuves de contacts polynésiens qu'au Chili. Les navigateurs austronésiens et polynésiens ont pu déduire l'existence d'îles inhabitées en observant les schémas migratoires des oiseaux.
En 2001, Roger Green et Patrick Kirch estiment que Hawaiki était en réalité un ensemble d'îles comprenant Tonga, Samoa, Wallis et Futuna. Cet ensemble a formé la « société polynésienne ancestrale » : pendant environ sept siècles, au 1er millénaire av. J.-C., ces îles ont partagé une culture commune et une même langue, avant de se différencier à partir des premiers siècles après J.C. et le début des migrations polynésiennes vers l'est.
En 2010, Anne Salmond estime que Havaiʻi est l'ancien nom de Raiatea, la patrie des Māori. Lorsque l'explorateur britannique James Cook a aperçu la Nouvelle-Zélande pour la première fois en 1769, il avait à son bord Tupaia, un navigateur et prêtre raïatea. L'arrivée de Cook semblait être la confirmation d'une prophétie de Toiroa, un prêtre de la péninsule de Māhia. À Tolaga Bay, Tupaia s'entretient avec le tohunga associé à l'école d'apprentissage qui s'y trouve, appelée Te Rawheoro. Le prêtre l'interrogea sur les terres des Māori, « Rangiatea » (Ra'iatea), « Hawaiki » (Havai'i, l'ancien nom de Ra'iatea) et « Tawhiti » (Tahiti).

## Étymologies
Hawaiki a été rapproché de Havai iti : « petite eau » en langue māori, par opposition à Havai nui, la « grande eau » du chaos originel mythique, sur laquelle il n'y avait encore rien. Les expressions citées dans les années 1930 par l'ethnologue Alfred Métraux : Te kaing'a hava'i iti et Te iti fenua enat'a havai comprises comme « le petit bout de terre de l'eau » et « la petite terre des hommes de l'eau », proviennent des mythes polynésiens concernant les origines des humains. Le terme Hawaiki est également similaire à l'île de Hawaï ou celle de Savai'i aux Samoa.
Des linguistes ont reconstitué le terme à partir du polynésien proto-nucléaire *sawaiki.
Le mot māori Hawaiki figure dans les traditions relatives à l'arrivée des Māori en Aotearoa, l'actuelle Nouvelle-Zélande. Le même concept apparaît dans d'autres cultures polynésiennes, le nom apparaissant diversement comme Havaiki, Havaiʻi, ou ʻAvaiki dans d'autres langues polynésiennes. Hawaiki ou l'orthographe erronée « Hawaiiki » semblent être devenues les variantes les plus courantes en anglais. Bien que les Samoans n'aient conservé aucune tradition d'origine étrangère, le nom de la plus grande île samoane, Savaiʻi, conserve une parenté avec le mot Hawaiki, tout comme le nom des îles polynésiennes d'Hawaiʻi (le ʻokina désignant un coup de glotte qui remplace le « k » dans certaines langues polynésiennes).
Dans plusieurs groupes d'îles, dont la Nouvelle-Zélande et les Marquises, le terme a été associé au monde souterrain mythique et à la mort. William Wyatt Gill (en) a longuement relaté au XIXe siècle les légendes concernant ʻAvaiki en tant que monde souterrain ou équivalent d'Hadès de Mangaia dans les îles Cook. Il rapporte aussi un proverbe : « Ua po Avaiki, ua ao nunga nei » (« Il fait nuit maintenant dans le pays des esprits, car il fait jour dans ce monde supérieur »). Edward Tregear mentionne également le terme Avaiki comme signifiant « monde souterrain » à Mangaia, probablement d'après Gill,. L'origine proposée de Hawaiki comme étant à la fois la terre ancestrale et le monde souterrain est que les deux sont les lieux de résidence des ancêtres et des esprits.
Les saualiʻi (« esprits » en samoan) et les houʻeiki (« chefs » en tongien) sont d'autres équivalents possibles du mot Hawaiki. Cela a conduit certains chercheurs à émettre l'hypothèse que le mot Hawaiki et, par extension, Savaiʻi et Hawaiʻi, ne désignaient peut-être pas à l'origine un lieu géographique, mais plutôt les ancêtres des chefs et la structure sociale basée sur les chefs que la Polynésie précoloniale présentait typiquement.
Sur l'île de Pâques, le nom du pays d'origine dans la tradition orale est Hiva. Selon Thor Heyerdahl, Hiva se trouverait à l'est de l'île. Sebastian Englert rapporte le dicton en He-kî Hau Maka : « He kaiga iroto i te raá, iruga! Ka-oho korua, ka-û'i i te kaiga mo noho o te Ariki O'Hotu Matu'a! », soit : « L'île vers le soleil, en haut ! Va voir l'île où le roi Hotu Matuʻa ira vivre ! ».
Englert affirme que Hiva se trouve à l'ouest de l'île. Le nom Hiva se retrouve dans plusieurs noms des es îles Marquises : Nuku Hiva, Hiva Oa et Fatu Hiva (bien que dans cette dernière « hiva » puisse être un mot différent, ʻiva). Dans les îles hawaïennes, la terre ancestrale s'appelle Kahiki, un dérivé de Tahiti, d'où est originaire au moins une partie de la population hawaïenne.
Dans les îles Tuamotu, Havaiki ou Havai'i était l'actuelle Fakarava.

## Différentes graphies
Le nom de cette île imaginaire peut aussi se trouver sous les formes suivantes : Hawaiiki, Hawai'iki, Hawaii'iki, Havai'i, ou Kahiki selon les différents langages polynésiens. Cependant, Hawaiki semble être la plus commune en anglais et en maori. Les façons d'écrire : ‹ ii, i'i, ii'i ›, sont des tentatives pour rendre phonétiquement un [i] assez long, avec un coup de glotte qui remplace le [k] dans certains cas.
En Polynésie française et plusieurs îles polynésiennes, cette île mythique est identifiée avec l'ile de Raiatea, qui jouait un rôle religieux et politique important entre les différents archipels, notamment au travers de son marae de Taputapuātea.

## Régate
En référence à Hawaiki, la Hawaiki nui va'a (« Pirogue de la grande Hawaiki ») est une course de pirogues polynésiennes appelées va'a qui se tient chaque année en octobre ou novembre, en haute mer et en lagon, dans l'archipel des îles Sous-le-Vent, en Polynésie française, et se découpe en trois étapes successives, une par jour, reliant les îles de Huahine, Raiatea, Tahaa et Bora-Bora.